# Ciglenica (Garešnica)
Ciglenica es una localidad de Croacia en la ciudad de Garešnica, condado de Bjelovar-Bilogora.

## Geografía
Se encuentra a una altitud de 127 m s. n. m. a 103 km de la capital nacional, Zagreb.

## Demografía
En el censo 2011, el total de población de la localidad fue de 368 habitantes.
| Gráfica de población de Ciglenica 1857-2011                         |
|                                                                     |
| Según los censos de población de la oficina estadística de Croacia. |